# Revolución de Zanzíbar
La Revolución de Zanzíbar consistió en el derrocamiento en 1964 del sultán Jamshid bin Abdullah de Zanzíbar y de su gobierno principalmente árabe por parte de revolucionarios africanos. En el momento de la revolución Zanzíbar era un estado muy diverso étnicamente que consistía en varias islas situadas en la costa oriental de Tanganica, que habían recibido la independencia como estado por parte del Reino Unido en 1963. 
Sin embargo, las elecciones parlamentarias celebradas poco después de la independencia mantuvieron en el poder a la minoría árabe que había gobernado el territorio desde que Zanzíbar era un territorio colonial del sultanato de Omán. Frustrados por su minoría parlamentaria a pesar de haber conseguido el 54 % de los votos en las elecciones de julio de 1963, los partidos africanos, en concreto el Partido Afro-Shirazi (PAS) se alió con el Partido Umma de ideología izquierdista y en la madrugada del 12 de enero de 1964 John Okello, miembro del PAS consiguió movilizar a unos 600-800 revolucionarios en la isla de Unguja, la principal isla de Zanzíbar. Tras someter a la fuerza policial y apropiarse de sus armas, los insurgentes se dirigieron a Zanzibar Town, donde derrocaron al sultán y a su gobierno. Se produjeron varios ataques contra los civiles árabes y surasiáticos de la isla, provocando un número de muertes estimado entre varios cientos hasta 20.000, según las diversas fuentes. Abeid Karume, líder moderado del PAS, se convirtió en el nuevo presidente del país y jefe de Estado, y varios miembros del partido Umma también recibieron varias posiciones de poder.
Los aparentes lazos comunistas del nuevo gobierno preocuparon a los países occidentales, ya que en teoría Zanzíbar se encontraba en la esfera de influencia del Reino Unido, que preparó varios planes de intervención. Sin embargo, el temido golpe de Estado comunista nunca llegó a materializarse, y los ciudadanos británicos y estadounidenses fueron evacuados sin problemas, así que no se produjo una intervención militar británica. Al mismo tiempo, países comunistas como China, la República Democrática Alemana y la Unión Soviética reconocieron al nuevo gobierno, iniciaron relaciones amistosas y enviaron consejeros políticos y económicos. El presidente Karume negoció la adhesión de Zanzíbar a Tanganika, formando el nuevo país de Tanzania; un acto que los medios de comunicación interpretaron como un intento de evitar la subversión comunista de Zanzíbar. La revolución terminó con doscientos años de dominación árabe de Zanzíbar, y se conmemora cada año en la isla con celebraciones en la fiesta del aniversario.

## Trasfondo
El archipiélago de Zanzíbar, que ahora forma parte del territorio de la república de Tanzania, consiste en un grupo de islas situadas en el Océano Índico junto a la costa de Tanganika en el continente africano. Abarca la isla de Unguja (también conocida como Zanzíbar), situada al sur del archipiélago, la pequeña isla de Pemba al norte, y numerosos islotes de diverso tamaño. La presencia árabe en Zanzíbar se remonta al año 1698, cuando el archipiélago fue convertido en una colonia del sultanato de Omán hasta su independencia como sultanato de Zanzíbar en 1858. En 1890, durante el reinado del sultán Ali ibn Sa’id, Zanzíbar se convirtió en un protectorado británico, y aunque nunca estuvo bajo el control directo de los británicos, era considerado parte de su imperio colonial.
En 1964, poco después de su independencia, el país era una monarquía constitucional gobernada por el sultán Jamshid bin Abdullah de Zanzíbar, tenía una población de unos 230.000 habitantes africanos, algunos de los cuales eran descendientes de emigrantes persas y eran conocidos localmente como shirazis, y también tenía minoría significantes de otros pueblos como 50.000 árabes y 20.000 emigrantes y descendientes de emigrantes de países del sur de Asia, integrados principalmente en el sector comercial y empresarial. No obstante en conjunto los diversos grupos étnicos se estaban mezclando y las distinciones entre ellos se habían difuminado; según el historiador Shillington, una razón importante para el apoyo extendido entre la población del sultán Jamshid era la diversidad étnica de su familia. Sin embargo, los habitantes árabes de la isla constituían una élite terrateniente con un nivel de vida superior al de la mayoritaria población africana; por otra parte los principales partidos políticos estaban organizados siguiendo divisiones étnicas; los árabes dominaban el poderoso Partido Nacionalista de Zanzíbar (PNZ) y los africanos el Partido Afro-Shirazi (PAS) y otros minoritarios.
En enero de 1961, como parte del proceso de descolonización, las autoridades británicas de la isla establecieron distritos electorales y celebraron las primeras elecciones democráticas. Tanto el PAS como el PNZ ganaron cada uno 11 de los 22 escaños del Parlamento de Zanzíbar, así que en junio se celebraron nuevas elecciones y el número de escaños fue incrementado a 23 para evitar un nuevo empate. El PNZ participó en coalición con el Partido del Pueblo de Zanzíbar y Pemba (PPZP), y en esta ocasión consiguió 13 escaños, mientras que el PAS, a pesar de conseguir más votos, debido al sistema de circunscripciones electorales, sólo consiguió 10. El PAS denunció un fraude electoral y se produjeron varios desórdenes que provocaron 68 muertos. Para mantener el control, el gobierno de coalición prohibió los partidos más radicales de la oposición e impuso sus propios candidatos en los principales puestos del gobierno y la policía.
En las elecciones de 1963 el número de escaños en el parlamento se incrementó a 31, y en conjunto se repitieron los resultados de las elecciones de 1961, con el PAS ganando por votos pero perdiendo en escaños. En estas elecciones el PAS, dirigido por Abeid Amani Karume consiguió el 54 % del total de votos y sólo 13 escaños, mientras que la coalición PNZ/PPZP consiguió el resto de votos y 18 escaños, fortaleciendo su control del poder. En esta ocasión, el Partido Umma, que se había formado ese año por parte de una escisión de árabes socialistas radicales del PNZ, fue prohibido, y todos los policías de origen africano fueron despedidos. Esta maniobra debilitó a las fuerzas de seguridad de Zanzíbar y también creó un grupo descontento de ex –policías con entrenamiento paramilitar y con información sobre localizaciones, equipo y procedimientos policiales.
La independencia completa del gobierno británico fue declarada el 10 de diciembre de 1963 por parte de la coalición gobernante PNZ/PPZP. No obstante, el gobierno firmó un acuerdo defensivo con el Reino Unido, pidiendo el estacionamiento de un batallón de soldados británicos en el país para mantener la seguridad interna, pero esta propuesta fue rechazada por el gobierno británico, al que le parecía inapropiado que sus soldados siguieran manteniendo la ley y el orden tras la independencia. Los servicios de inteligencia británicos predijeron disturbios civiles acompañados de una creciente actividad comunista en un futuro próximo y declararon que la presencia de tropas británicas sólo contribuiría a deteriorar la situación. Sin embargo, muchos ciudadanos extranjeros permanecieron en Zanzíbar tras la independencia, entre ellos 130 británicos que eran empleados directos del gobierno.

## Revolución
Hacia las 3 de la madrugada del 12 de enero de 1964 entre 600 – 800 insurgentes mal armados, en su mayoría de origen africanos, ayudados por algunos de los policías africanos despedidos, atacaron las comisarías de policía de la isla de Unguja, las armerías y la estación de radio. Los policías sustitutos de origen árabe casi no habían recibido entrenamiento y a pesar de responder desplegando sus efectivos, pronto fueron sometidos. Armados con cientos de rifles automáticos, ametralladoras y pistolas requisados, los insurgentes tomaron el control de edificios estratégicos en la capital, Zanzibar Town. Seis horas después del comienzo de la revolución, la oficina telegráfica de la capital y los principales edificios del gobierno estaban bajo el control de los insurgentes, y el único aeropuerto de la isla fue tomado hacia las 14:18 h. El sultán Jamshid, junto con el primer ministro Muhammad Shamte Hamadi y varios miembros del gobierno huyeron de la isla en el yate real Seyyid Khalifa,
y el palacio del sultán y otras de sus propiedades fueron confiscadas por los revolucionarios. Por lo menos 80 personas murieron y 200 resultaron heridas, la mayoría de ellas árabes, durante las 12 horas de lucha callejera de la revolución. 
61 ciudadanos estadounidenses, entre ellos 16 empleados de una estación de satélites de la NASA se refugiaron en el English Club de Zanzibar Town, y 4 periodistas estadounidenses fueron detenidos por el nuevo gobierno del país.
Según la versión oficial zanzibarí, la revolución fue planeada y liderada por Abeid Amani Karume, líder del PAS. Sin embargo, durante el tiempo de la misma Karume se encontraba en África, así como Abdulrahman Muhammad Babu, líder del prohibido Partido Umma. El secretario del PAS en la isla de Pemba, John Okello, un ex –policía nacido en Uganda, había enviado a Karume fuera de Zanzíbar antes de la revolución para garantizar su seguridad. Okello había llegado a Zanzíbar desde Kenia en 1959, afirmando haber sido un mariscal de campo de los rebeldes kenianos durante el levantamiento Mau Mau, aunque realmente no tenía experiencia militar. Posteriormente afirmó haber escuchado una voz que le ordenaba, como cristiano, que liberara al pueblo zanzibarí de los árabes, y realmente fue John Okello quien dirigió a los insurgentes durante la revolución, en su mayoría miembros desempleados de la Joven Liga Afro-Shirazi el 12 de enero. A menudo se ha especulado que fue Okello, con la Joven Liga, quien realmente planeó la revolución, aunque con el conocimiento de Abeid Karume.

## Consecuencias
El PAS y el Partido Umma establecieron un Consejo Revolucionario para que actuara como gobierno interino, y Abeid Karume dirigió el Consejo como presidente de Zanzíbar y Babu del Partido Umma se convirtió en ministro de Asuntos Exteriores. El país fue rebautizado como República del Pueblo de Zanzíbar y Pemba; los primeros actos del nuevo Gobierno fue declarar la expulsión permanente del sultán Jamshid y prohibir los partidos PNZ y PPZP. Tratando de distanciarse de John Okello, que había demostrado su inestabilidad, Karume discretamente lo apartó de la escena política, aunque le permitió conservar su título de mariscal de campo, que se había arrogado. Sin embargo, los revolucionarios que habían seguido a Okello pronto comenzaron a tomar represalias contra los civiles árabes y asiáticos de Unguja, realizando abalizamientos, violaciones, asesinatos y ataques contra sus propiedades. John Okello afirmó en sus discursos por la radio haber asesinado o encarcelado a decenas de miles de sus "enemigos y secuaces", pero la estimación real del número de víctimas varía enormemente, de varios "cientos" hasta 20.000. Algunos periódicos occidentales han dado cifras de entre 2.000 a 4.000 víctimas; las cifras más elevadas fueron exageradas por los discursos de Okello y las informaciones de algunos medios occidentales y árabes. El asesinato de civiles árabes y su entierro en fosas comunes fue documentado por el equipo de una película italiana, que filmaba desde un helicóptero para "Africa Addio" y estas secuencias de la película constituyen los únicos documentos visuales conocidos de las matanzas. Muchos árabes huyeron a Omán, aunque John Okello ordenó que no se dañara a ningún europeo. La violencia postrevolucionaria no obstante no se extendió a la isla de Pemba.
Hacia el 3 de febrero, Zanzíbar estaba regresando por fin a la normalidad y la mayoría del pueblo zanzibarí había aceptado al presidente Karume. La policía regresó a las calles, los saqueos se detuvieron y se reabrieron las tiendas y las armas sin licencia comenzaron a ser entregadas por la población civil. El Gobierno revolucionario anunció que los prisioneros políticos, en torno a quinientos, serían juzgados por un tribunal específico. John Okello formó la Fuerza Militar de la Libertad (FML), una unidad paramilitar formada por sus propios seguidores, que patrullaban las calles y saqueaban las propiedades árabes. La conducta de los seguidores de Okello, su retórica violenta, su acento y origen ugandés y sus creencias cristianas le restaron el apoyo de muchos zanzibaríes moderados y del PAS, un partido musulmán, y en el mes de marzo muchos de los miembros del FML había sido desarmados por los seguidores de Karume y las milicias del Partido Umma. El 11 de marzo a John Okello se le retiró oficialmente su rango de Mariscal de Campo, y se le negó la entrada en Zanzíbar cuando regresaba al país tras un viaje por África. Fue deportado a Tanganika y posteriormente a Kenia, antes de regresar destituido a Uganda, su país natal.
En abril el gobierno zanzibarí formó el Ejército de Liberación del Pueblo (ELP) y completó el desarme de la milicia FML de Okello. El 26 de abril el presidente Karume anunció las negociaciones con la vecina Tanganika para formar el nuevo país de Tanzania. La unión fue considerada por los medios de comunicación como una forma de evitar la subversión comunista de Zanzíbar; se considera que pudo haber sido un intento del presidente Karume, un socialista moderado para limitar la influencia del Partido Umma, de izquierda radical. Sin embargo, el gobierno implantó muchas de las políticas sociales del Partido Umma en materia de salud, educación y seguridad social.

## Reacciones exteriores
Las fuerzas militares británicas desplegadas en Kenia conocieron el estallido de la revolución en Zanzíbar a las 4:45 h de la madrugada del 12 de enero y recibieron una petición del sultán del país para que tomaran el aeropuerto de Zanzíbar. Sin embargo, el alto comisionado británico en Zanzíbar, Timothy Crosthwait, informó que ningún ciudadano británico había sido atacado y aconsejó no intervenir. Como resultado, las tropas británicas de Kenia permanecieron pasivas. Crostwaith también decidió no aprobar la evacuación inmediata de los ciudadanos británicos, pues muchos ocupaban posiciones importantes en la burocracia del gobierno y su repentina marcha podía perjudicar a la economía del país. Sin embargo, a medida que la revolución se extendía y para evitar un posible baño de sangre, los británicos llegaron a un acuerdo con Karume para realizar una evacuación organizada.
Unas horas después de la revolución, el embajador estadounidense en Zanzíbar había autorizado la retirada de los ciudadanos de su país de la isla, y un destructor de la Armada estadounidense, el USS Manley, llegó el 13 de enero. El Manley desembarcó el puerto de Zanzibar Town, y el barco fue recibido por un grupo de hombres armados. El 15 de enero finalmente se recibió permiso para la evacuación, pero los británicos consideraron que la revolución iba a provocar tensiones y odios contra los europeos residentes en Zanzíbar.
Los servicios de inteligencia occidentales creían que la revolución había sido organizada por agentes comunistas que habían recibido armas de los países del Pacto de Varsovia. Estas sospechas se intensificaron por el nombramiento de Babu como ministro de Asuntos Exteriores y de Abdullah Kassim Hanga como primer ministro del país, ambos políticos de izquierdas a los que se atribuían posibles lazos comunistas. El Reino Unido creía que estos dos políticos estaban aliados con Oscar Kambona, el ministro de Asuntos Exteriores de Tanganika, y que miembros de la milicia de los Tanganyka Rifles habían participado en la Revolución de Zanzíbar. Algunos miembros del Partido Umma ya antes de la revolución vestían con uniformes militares cubanos y lucían barba al estilo de Fidel Castro, lo que se consideró como una indicación del apoyo de Cuba a la revolución. Sin embargo, esta práctica había sido iniciada por miembros del derrocado PNZ que habían visitado Cuba y se había convertido en una indumentaria habitual entre los miembros de la oposición política en los meses anteriores a la revolución. La República Democrática Alemana fue el primer país que reconoció al nuevo gobierno, seguido de Corea del Norte, un hecho que para los países occidentales era una evidencia más de que Zanzíbar tendía hacia una alianza con los países del bloque comunista. Sólo seis días después de la revolución el New York Times afirmó que Zanzíbar estaba al borde de convertirse en la Cuba de África, pero el 26 de enero el mismo periódico negó que hubiera participación comunista en la revolución. No obstante, Zanzíbar siguió recibiendo reconocimientos y apoyos de países comunistas y en febrero habían llegado observadores y consejeros de la Unión Soviética, la República Democrática Alemana y China. Al mismo tiempo la influencia occidental comenzó a reducirse, y en julio de 1964 sólo un dentista británico permanecía al servicio del gobierno zanzibarí.
El depuesto sultán Jamshid realizó una infructuosa petición de ayuda militar a Kenia y Tanganika, aunque Tanganika envió a 100 oficiales de policía paramilitar a Zanzíbar para detener los disturbios y saqueos. Aparte de los Tanganyika Rifles, la policía era la única fuerza armada de Tanganika, y el 20 de enero la ausencia de la policía llevó al regimiento de los Rifles a amotinarse. La razón del motín se debió a la insatisfacción con las reducidas pagas y el lento proceso de sustitución de sus oficiales británicos por africanos, el motín de Tanganika tuvo secuelas similares en Uganda y Kenia. Sin embargo, el orden en los países del continente fue restaurado sin incidentes serios por parte de los marines del ejército británico.
El posible surgimiento de un estado comunista en África causó gran inquietud en Occidente. En febrero el Comité de Política de Defensa Británica y Ultramar afirmó que, aunque los intereses comerciales británicos en Zanzíbar eran “minúsculos”, y la revolución en sí misma “no era importante”, debía mantenerse la posibilidad de una intervención. El Comité estaba preocupado porque Zanzíbar pudiera convertirse en un centro de propagación del comunismo en África, como Cuba lo había sido en América. El Reino Unido, la mayoría de la Commonwealth y los Estados Unidos no reconocieron al nuevo gobierno zanzibarí hasta el 23 de febrero, cuando ya había sido reconocido por la mayor parte de los países del bloque comunista. En opinión de Timothy Crosthwait, esto contribuía a un acercamiento de Zanzíbar hacia la Unión Soviética. El propio Crosthwait y sus empleados fueron expulsados del país el 20 de febrero y no se les permitió regresar hasta que el Reino Unido reconoció al gobierno zanzibarí.

### Respuesta militar británica

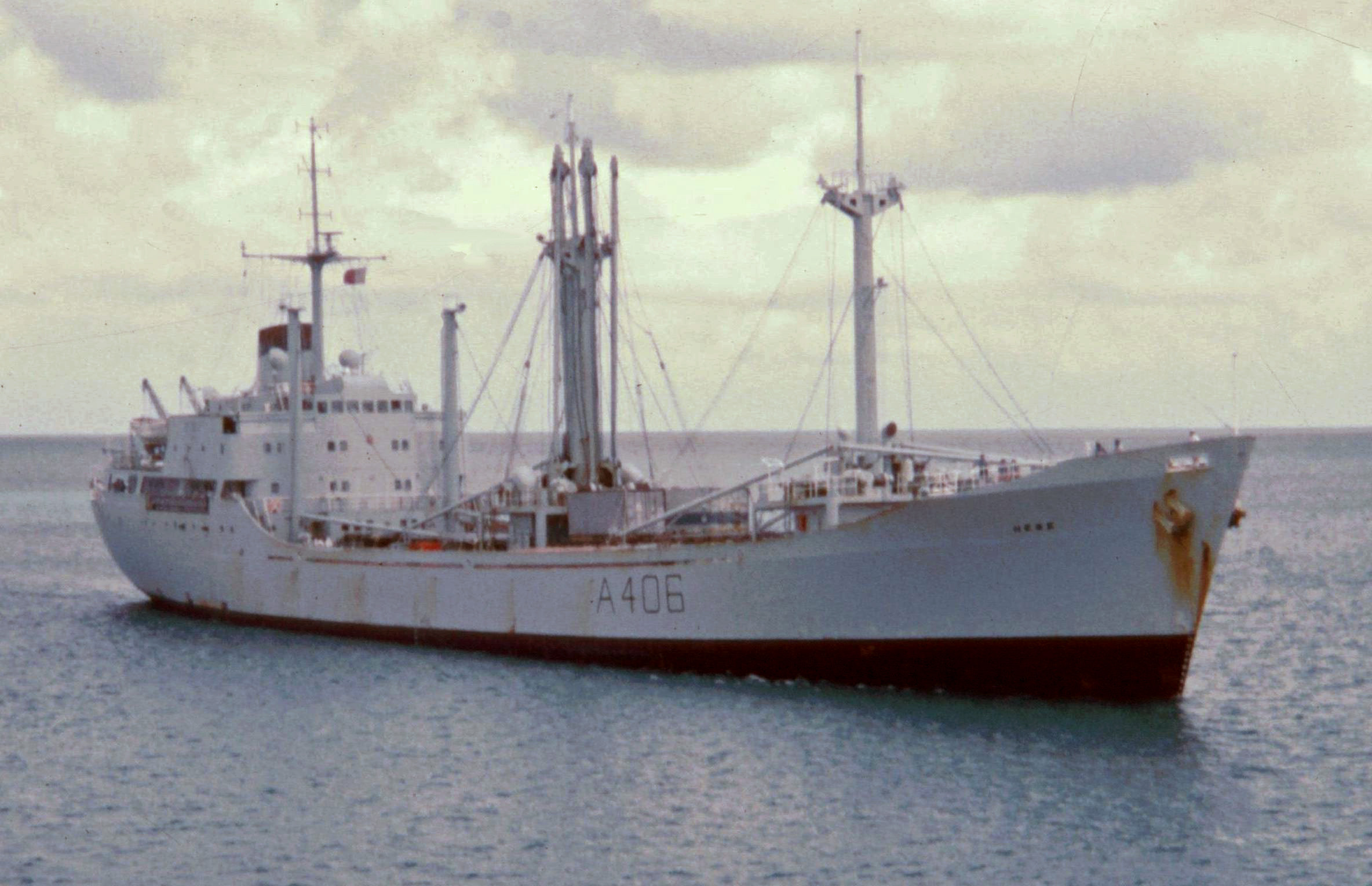
RFA Hebe

Tras la evacuación de sus ciudadanos el 13 de enero, el gobierno de los Estados Unidos reconocía la esfera de influencia británica en Zanzíbar y decidió no intervenir. Sin embargo, los Estados Unidos aconsejaron al Reino Unido que cooperara con los países de África Oriental para restaurar el orden en el país. El primer barco militar británico que apareció en Zanzíbar fue el HMS Owen, que fue enviado desde la costa de Kenia y llegó la noche del 12 de enero. El Owen recibió el 15 de enero la llegada de la fragata HMS Rhyl y del barco auxiliar RFA Hebe. Aunque el Owen había bastado para recordar a los revolucionarios la presencia del poder militar británico, el Hebe y la Rhyl eran una cuestión diferente. Debido a informes inexactos que afirmaban que la situación en Zanzíbar se estaba deteriorando, la Rhyl transportaba una compañía de tropas del primer batallón del Regimiento Staffordshire de Kenia, cuyo embarque había sido cubierto por los medios de comunicación kenianos, y que entorpeció las negociaciones británicas con Zanzíbar. El Hebe había dejado la base naval de Mombasa y había acudido cargado de armas y explosivos. Aunque el Consejo Revolucionario desconocía la naturaleza del carguero Hebe el rechazo de los británicos al registro del barco levantó sospechas entre los miembros del consejo y surgieron rumores de que se estaba preparando un asalto anfibio.

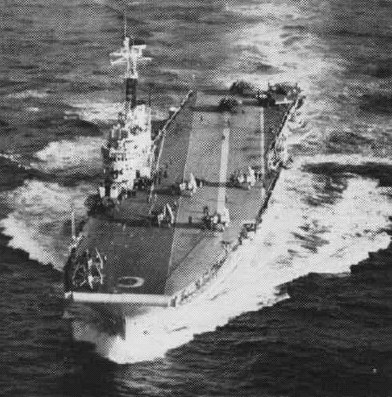
HMS Centaur

La evacuación parcial de los residentes británicos en Zanzíbar fue completada el 17 de enero, cuando los disturbios en los ejércitos de los países de África Oriental obligaron a la Rhyl a dirigirse a Tanganika para que los soldados que transportaba a bordo pudieron participar en el control de los motines. Para sustituir a la fragata, una compañía de Gordon Highlanders fue transportada a bordo del Owen por si se hacía necesaria una intervención militar. Los portaviones HMS Centaur y Victorious también fueron dirigidos hacia la zona como parte de la Operación Partenón  Aunque nunca se llevó a cabo, la Operación Partenón era una medida de cautela por si John Okello o los radicales del Partido Umma intentaban arrebatar a los moderados del PAS. Además de los dos portaviones, en el plan participarían tres destructores, el Owen, 13 helicópteros, 21 vehículos de transporte y reconocimiento, el segundo batallón de la Guardia Escocesa, 45 comandos de los Royal Marines y una compañía del segundo batallón del Regimiento de Paracaidistas del ejército británico. La isla de Unguja y su aeropuerto, en caso de necesidad, serían tomados mediante un asalto de helicópteros y paracaidistas, seguida de la ocupación de la isla de Pemba. En el caso de haberse producido, Partenón habría sido la mayor operación militar anfibio y de asalto del ejército británico desde la Crisis de Suez.
Tras el informe erróneo de que los revolucionarios podrían haber recibido entrenamiento comunista, la Operación Partenón fue sustituida por la Operación Boris. Esta operación habría consistido en un asalto de paracaidistas desde Kenia, pero fue cancelada debido a la inestabilidad en Kenia y a la oposición del gobierno keniano al uso de sus aeropuertos. En su lugar se diseñó la “Operación Galas” que combinaba un asalto de helicópteros de los Royal Marines desde el HMS Bulwark, seguido por un comando estacionado en Oriente Medio. Como el Bulwark se encontraba fuera de la zona, el asalto de “Galas” tendría que prepararse en 14 días, pero era necesaria una respuesta más inmediata y se decidió realizar una operación más reducida para proteger a los ciudadanos británicos.
Con la unión de Tanganika y Zanzíbar el 23 de abril, hubo cierta preocupación de que el Partido Umma reaccionara con un golpe de Estado; la “Operación Cobertizo” se produciría si esto llegaba a ocurrir. “Cobertizo” habría requerido un batallón de tropas, con vehículos, la toma del aeropuerto y la protección del gobierno del presidente Karume. Sin embargo, el peligro de una posible revuelta tras la unificación pronto pasó y el 29 de abril las tropas preparadas para la Operación Cobertizo se retiraron en 24 horas. La Operación Galas también fue cancelada ese mismo día. Ante la posibilidad de un golpe de Estado el 23 de septiembre se presentó el Plan Giralda, que involucraba a tropas británicas de Adén y el Lejano Oriente, que se activaría si el Partido Umma intentaba derrocar al presidente Julius Nyerere de Tanzania. Un batallón de infantería, una unidad estratégica y elementos de los Royal Marines habrían sido enviados a Zanzíbar en un asalto anfibio, apoyados por tropas de las bases británicas de Kenia y Adén para mantener la paz y el orden. El Plan Giralda fue cancelado en diciembre, poniendo fin a los planes militares de intervención británica en Tanzania.

## Legado

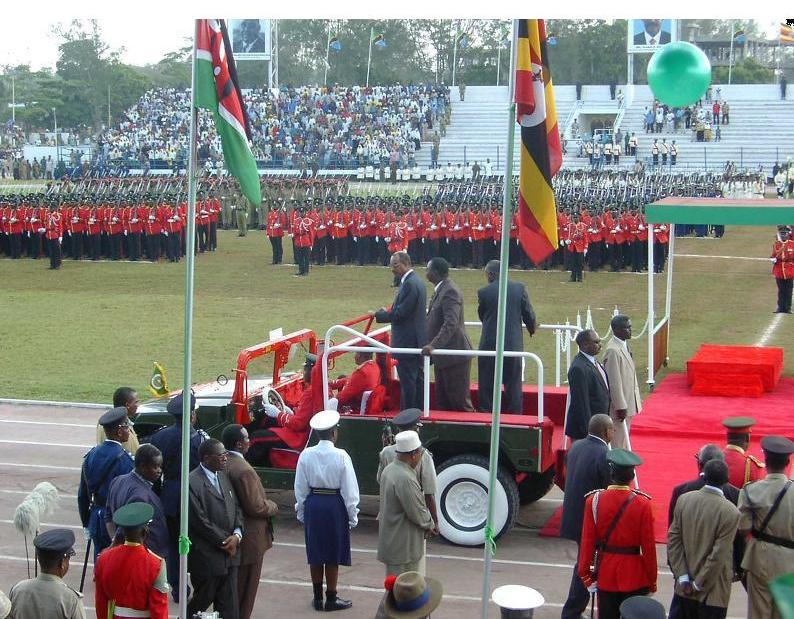
El presidente Amani Abeid Karume, hijo de Abeid Karume, participando en un desfile militar conmemorando el 40.º aniversario de la Revolución de Zanzíbar.

Uno de los principales impactos de la Revolución de Zanzíbar fue acabar con el poder elitista de la clase gobernante árabe y asiática, que habían ocupado el poder durante doscientos años. A pesar de la unión con Tanganika, Zanzíbar conservó un Consejo Revolucionario y un Parlamento, que hasta 1992 gobernó con un sistema de partido único y constituía el principal poder en los asuntos internos de Zanzíbar. El gobierno zanzibarí está dirigido por el presidente de Zanzíbar, posición ocupada por primera vez por Abeid Karuem. Este gobierno utilizó el éxito de la revolución para llevar a cabo numerosas reformas sociales en la isla. Entre sus primeras medidas apartó a los árabes del poder, y puso el servicio público zanzibarí en manos de los civiles africanos. Las propiedades de los terratenientes árabes fueron repartidas entre los africanos. El gobernó también introdujo una seguridad social gratuita y abrió el sistema educativo a los estudiantes africanos, que antes de la revolución sólo ocupaban el 12 % de las plazas de la educación secundaria.
El gobierno zanzibarí buscó ayuda de la Unión Soviética, la República Democrática Alemana y China para llevar a cabo varios proyectos y recibir asesoría militar. El fracaso de varios proyectos alemanes, como el New Zanzibar Project de 1968, un plan de reconstrucción urbanística para proporcionar apartamentos nuevos a todos los zanzibaríes, llevó a Zanzíbar a recurrir a la ayuda de China. El gobierno revolucionario fue acusado en los años siguientes de un control despótico sobre las libertades personales, los movimientos civiles y de ejercer nepotismo en varios nombramientos de puestos políticos e industriales, pero a pesar de estas acusaciones el nuevo gobierno tanzano carecía de poder para intervenir con efectividad. La insatisfacción con el gobierno zanzibarí llegó al extremo del asesinato de Abeid Karume el 7 de abril de 1972, que provocó varias semanas de disturbios y enfrentamientos entre facciones a favor y en contra del gobierno. Finalmente se estableció un sistema pluripartidista en 1992, pero aún actualmente el gobierno Zanzíbar sigue afectado por continuas acusaciones de corrupción y manipulación de votos.
La Revolución de Zanzíbar en sí constituye un elemento de gran interés para los zanzibaríes. Los historiadores han analizado la revolución, otorgándose causas raciales y sociales y los historiadores marxistas afirman que los revolucionarios africanos representan a la clase del proletariado rebelándose contra las clases gobernantes y comerciantes, representadas por los árabes y los asiáticos. Otros rechazan esta teoría, considerándola una mera revolución racial exacerbada por las diferencias económicas y políticas entre etnias. En Zanzíbar la Revolución de 1964 es un acontecimiento cultural clave que fue marcado por la liberación de 545 presos en su décimo aniversario, y por un desfile militar en su cuadragésimo aniversario. El Día de la Revolución de Zanzíbar se celebra cada 12 de enero y ha sido declarada fiesta nacional por el gobierno de Tanzania.